# André Heinrich
Pour les articles homonymes, voir Heinrich.
André Heinrich est un réalisateur français, né le 5 août 1923 à Nancy et mort le 14 septembre 2014 à Vantoux.

## Biographie
André Heinrich est un homme de cinéma, de lettres, de radio ; ami de Jacques Prévert, auquel il a consacré plusieurs grandes émissions radiophoniques diffusées sur France Culture : "Jacques Prévert, en amitié heureuse" (2 parties de 3 heures 30 diffusées le 15 décembre 1988 et le 1er janvier 1989)  et "A propos de Paroles" diffusée le 20 août 1994. Il fut aussi en 1992 le principal artisan de l'Album de la Pléiade consacré à Jacques Prévert, chez Gallimard.
André Heinrich a produit pour France-Culture une émission consacrée à Robert Dhéry et Colette Brosset (3 h, diffusion 10 juin 1989).
On retiendra aussi : Nuit et Brouillard: enquête sur un film au-dessus de tout soupçon, émission qu'il produisit pour France Culture (4 h 35, diffusion 7 août 1994).

## Publications
- Attention au Fakir ! Suivi de textes pour la scène et l'écran, textes de Jacques Prévert réunis et présentés par André Heinrich (Gallimard, 1995)
- 1992 : Jacques Prévert  - Albums de la Pléiade par André Heinrich[2]
- Introductions pour les éditions de six scénarios de Jacques Prévert (Gallimard, 1988 et 1990) : Jenny, Le Quai des Brumes, La Fleur de l'âge, Drôle de Drame, Le Crime de Monsieur Lange, Les Portes de la Nuit.
- Aujourd'hui restera inachevée la somme de plus de 1 500 pages qu'il avait intitulée : Jacques Prévert sous le signe d'Octobre (essai de chronologie critique).

## Filmographie

### Conseiller technique
- 1950 : Honfleur de Robert Fourcard
- 1950 : Au cœur des Alpes de Mildred Pease
- 1950 : Pastorale interrompue de Mildred Pease
- 1954 : Vie facile à la campagne de M-P Huybrecht
- 1957 : Tante chinoise et les autres de David Perlov

### Assistant-réalisateur
- 1949 : Pattes blanches  (premier assistant)
- 1950 : L'homme qui revient de loin (second assistant)
- 1950 : Bertrand cœur de lion (co-premier assistant)
- 1955 : Nuit et Brouillard
- 1956 : Toute la mémoire du monde
- 1958 : La tête contre les murs (premier assistant)
- 1960 : Chronique d'un été (premier assistant)
- 1968 : La Grande Lessive (!) (premier assistant)
- 1971 : Blanche (premier assistant)
- 1976 : La Marge
- 1977 : Le Roi des bricoleurs

### Réalisateur
- 1951 : Terreur en Oklahoma (coréalisateur : Paul Paviot)
- 1952 : Vie moderne à la campagne (Cinetest)
- 1953 : Départs (Cinetest)
- 1957 : Le Mystère de l'atelier quinze (coréalisateur : Alain Resnais)
- 1958 : L'Art de conserver
- 1974-1975 : Animal Wise (coréalisateur : Hamid Fardjad)

### Acteur
- 1962 : La Jetée

### Régisseur
- 1949 : la soif des hommes (régisseur pour la préparation)
- 1979 : Le Tambour (régisseur général)

### Administrateur de production
- 1969 : L'Étalon
- 1971 : Un rendez vous en forêt
- 1972 : Chut !

### Directeur de production
- 1961 : Chronique d'un été
- 1963 : Le Joli Mai